# Escola Secundária Diogo de Gouveia
A Escola Secundária Diogo de Gouveia (antigo Liceu de Beja ou Liceu Nacional de Diogo de Gouveia) é uma escola portuguesa do ensino secundário situada em Beja. 
Terá sido fundado cerca de 1848, iniciando atividade em 1852 .
Projetado por Luís Cristino da Silva em 1929, o edifício atual foi construído em 1934 e é considerado um exemplo importante do primeiro modernismo da arquitetura portuguesa .  
Entre 2008 e 2011 o edifício sofreu obras de reabilitação e requalificação com projeto de Pedro Botelho e Maria do Rosário Beija. "Nos edifícios existentes manteve-se a distribuição e respetivas funções originais. Os corpos ampliados, destinados a áreas de atividades letivas específicas tais como a biblioteca, salas TIC, planetário, laboratório polivalente e campo desportivo coberto, foram implantados e dimensionados de forma a não sobrevalorizar o existente. A sua articulação com as galerias principais cria as condições espaço funcionais e de segurança que permitem a abertura da escola à comunidade, em horários pós e extra curriculares, no âmbito das atividades associadas à formação pós laboral, aos eventos culturais e sociais e ao desporto". 